# Hotel Metropole (Vienne)
Pour les articles homonymes, voir Hôtel Métropole (homonymie).

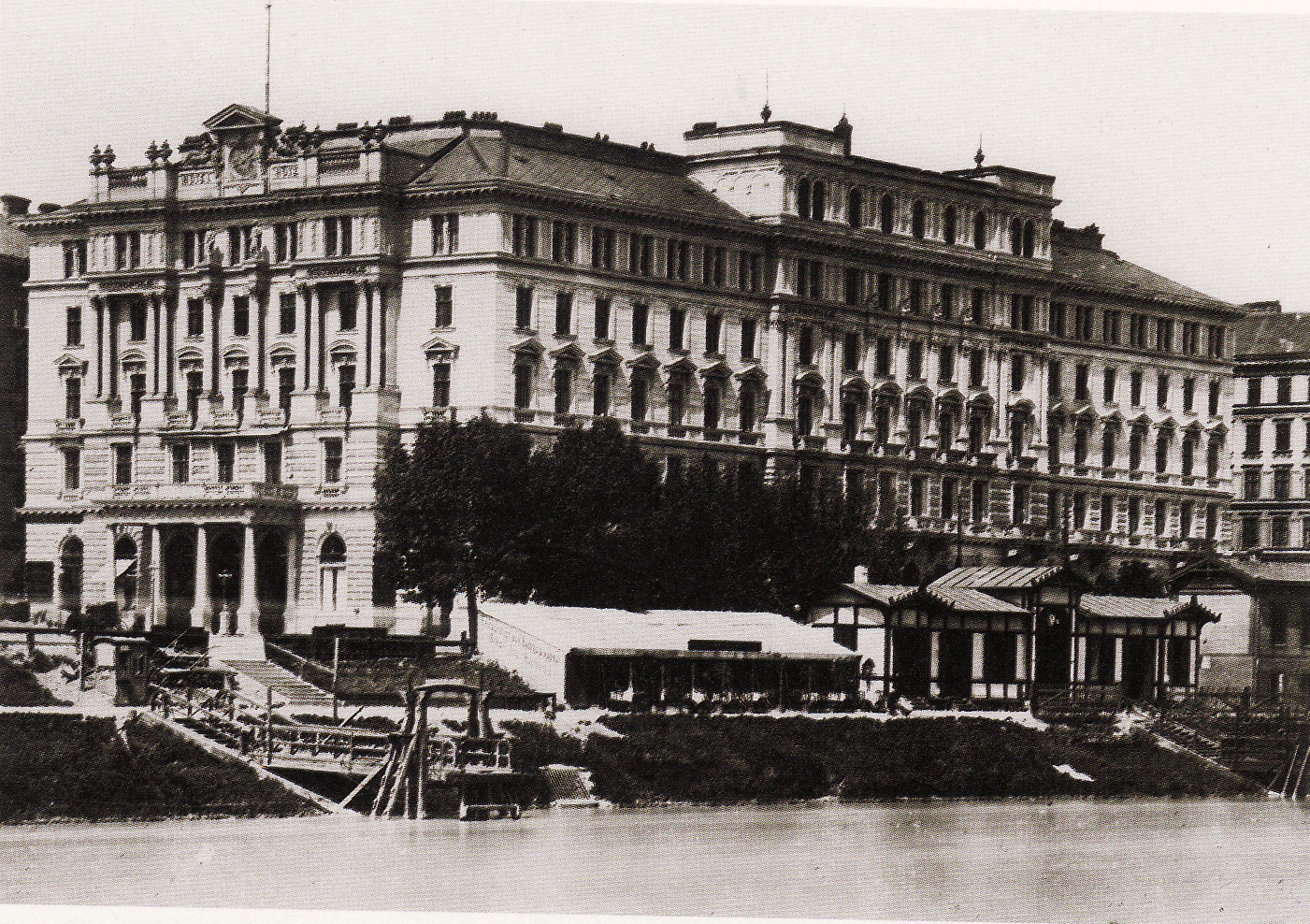
L'hôtel Métropole dans les années 1870.

L'hôtel Métropole était un hôtel de luxe à Vienne, en Autriche. Construit en 1873, il est détruit pendant la Seconde Guerre mondiale, après avoir été le siège de la Gestapo à partir de 1938. Le bâtiment était situé sur la Morzinplatz, près du canal du Danube, dans le 1er premier arrondissement d’Innere Stadt.

## Histoire
L'hôtel est construit pour l'Exposition universelle de Vienne d'après les plans des architectes Carl Schumann (1827-1898) et Ludwig Tischler (1840-1906), à l'emplacement de l'ancien Theater am Franz-Josefs-Kai qui avait brûlé en 1863. L'immeuble de quatre étages était richement décoré avec des colonnes corinthiennes, des cariatides et des atlantes. La cour intérieure était vitrée et avait une salle à manger richement décorée.
Sous le gouvernement municipal de Karl Lueger, les propriétaires juifs de l'hôtel souffrent de brimades et d'exclusion. Parmi les hôtes internationaux de l'hôtel figurait l'auteur Mark Twain en 1897 ; il évoque l'antisémitisme dans ses écrits. Moriz Zweig (1845–1926), père de l'écrivain Stefan Zweig dispose d'un atelier de tissage au rez-de-chaussée du bâtiment.

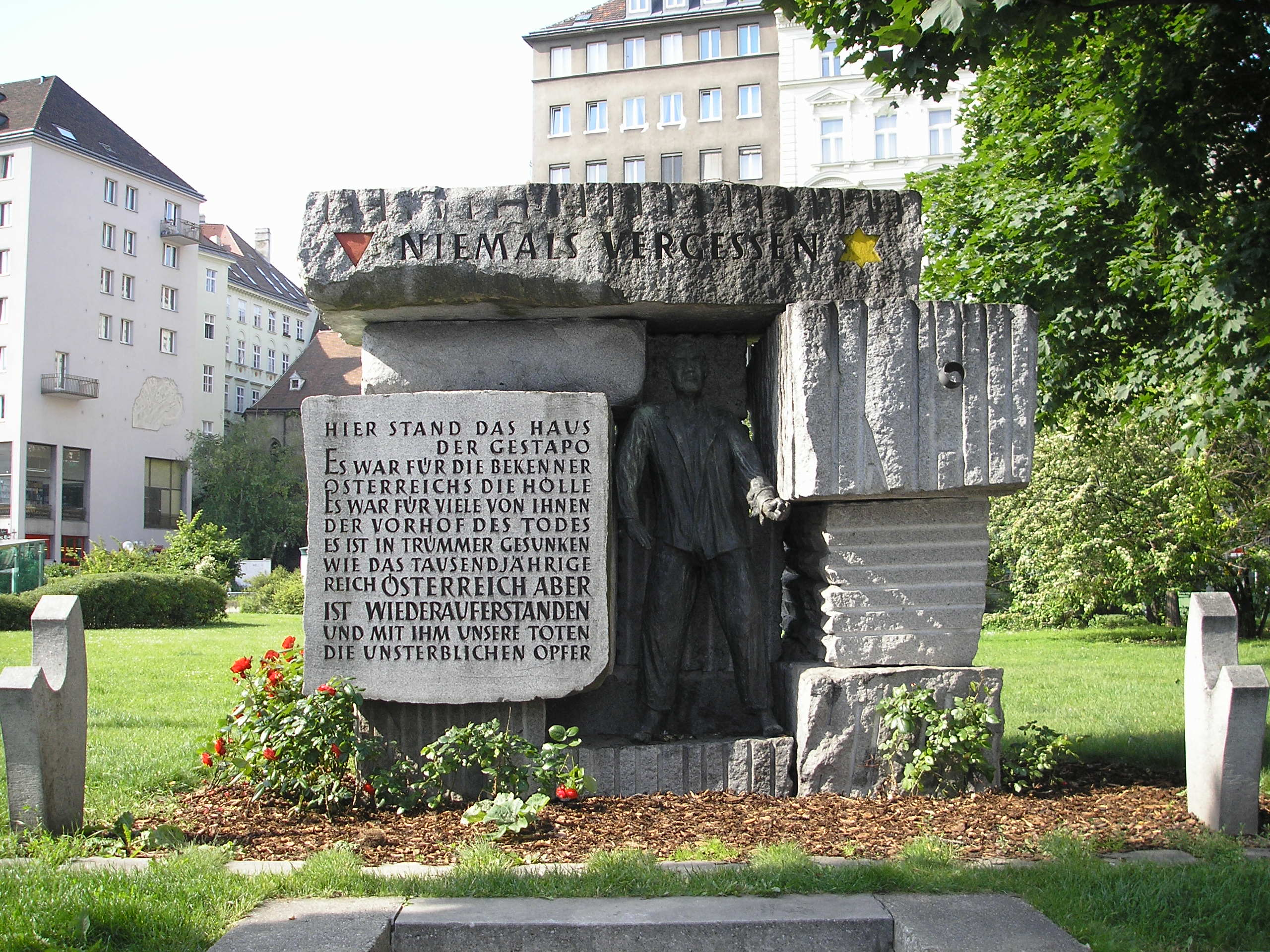
Monument sur Morzinplatz en mémoire des victimes.

Immédiatement après l'Anschluss de l'Autriche par l'Allemagne Nazie le 13 mars 1938, l'hôtel est confisqué par la Gestapo, sur ordre de Reinhard Heydrich. Ses dirigeants autour du chef local Franz Josef Huber en font leur quartier général. Avec un effectif de 900 fonctionnaires de la Kriminalpolizei et de la SS (dont 80% sont recrutés dans la police autrichienne), c'était le plus grand bureau de la Gestapo après le Reichssicherheitshauptamt à Berlin. 
Le lieu est le théâtre de multiples interrogatoires et tortures de nombreuses personnes, dont des Juifs autrichiens, qui y sont interrogés et torturés avant leur déportation,. À partir de mai 1938, l'ancien chancelier autrichien Kurt Schuschnigg y a été emprisonné ; en automne, il est transféré à Munich.
Pendant la guerre, le bâtiment est touché par une bombe et est détruit par un incendie. Ses ruines sont déblayées éliminant toute trace de l'immeuble.
En 1951, une stèle commémorative est placée par des survivants. Celle-ci est remplacée en 1985 avec un monument plus important. Le monument se compose d'un bloc de granit de la carrière de l'ancien camp de concentration de Mauthausen, principal camp de concentration d'Autriche, et une statue en bronze symbolisant un survivant. L'inscription est le fruit du président de l'association des survivants des camps de concentration, Wilhelm Steiner. Il y est écrit en allemand:
« Hier stand das Haus der Gestapo. Es war für die Bekenner Österreichs die Hölle. Es war für viele von ihnen der Vorhof des Todes. Es ist in Trümmer gesunken wie das Tausendjährige Reich. Österreich aber ist wiederauferstanden und mit ihm unsere Toten, die unsterblichen Opfer. »
« Ici s'élevait la Maison de la Gestapo. Pour ceux qui ont cru en l'Autriche, c'était l'enfer. Pour beaucoup, c'était les portes de la mort. Elle est tombée en ruine, tout comme le "Reich de mille ans". Mais l'Autriche a ressuscité, et avec elle, nos morts, immortelles victimes. »